# Tecpatán
Tecpatán es una localidad en la zona noroeste del estado mexicano de Chiapas. es la cabecera municipal del Municipio de Tecpatán.

## Toponimia
El nombre Tecpatán es la castellanización del término en lengua náhuatl Tecpatlán. Es un topónimo aglutinado que se compone de dos palabras:
Técpatl = cuchillo de pedernal.
-tlan = partícula de abundancia que indica “lugar donde abundan”, es decir: 
"Lugar donde abundan los cuchillos" o "Lugar de los pedernales"

## Medio físico

### Extensión
Su extensión territorial es de 770.10 km², lo que representa el 6.09% del territorio de la región Centro y el 1.01% de la superficie estatal, su altitud es de 320 m s. n. m.

### Hidrografía
La red hidrológica está representada por el río Grijalva o Grande y varios afluentes como el Zacalapa y el Totopac. Dentro de su territorio se encuentra gran parte del embalse de la presa Nezahualcóyotl, también conocida como Malpaso.

### Clima
El clima es cálido húmedo con lluvias todo el año en el norte y cálido húmedo con abundantes lluvias en verano, hacia el sur.
1

### Principales ecosistemas
La vegetación predominante es de selva mediana. 

## Localización y población
Tecpatán está localizada en las coordenadas 17°08′10″N 93°18′40″O / 17.13611, -93.31111 y a una altitud de 320 metros sobre el nivel del mar y a las orillas del río Totopac un afluente del Río Grijalva que actualmente se une a él en el embalse de la Presa Malpaso, se encuentra a unos 80 kilómetros al norte de la capital del estado, la ciudad de Tuxtla Gutiérrez con la que se comunica mediante una carretera asfaltada que la une además con las poblaciones de Copainalá, Chicoasén y San Fernando, esta misma carretera la une hacia el oeste con Raudales Malpaso, la mayor población del municipio y desde donde se puede comunicar con los estados de Veracruz de Ignacio de la Llave y Tabasco.
Según el Conteo de Población y Vivienda de 2005 realizado por el Instituto Nacional de Estadística y Geografía, la población de Tecpatán es de un total de 3,870 habitantes, de estos 2,819 son hombres y 3,390 son mujeres, Tecpatán es la segunda localidad por población de su municipio, siendo superada por Raudales Malpaso que cuenta con 8.996 habitantes.

## Historia
Tecpatán es una población de origen zoque, su fundación es incierta pero se considera que fue con anterioridad a la conquista de la zona por los aztecas, siendo una de las más importantes poblaciones zoques llamada originalmente Ocahual y una de las últimas en resistir a las conquistas externas, tanto de los aztecas como de los chiapanecas; siendo conquistada finalmente conquistada por el general azteca Tiltototl en tiempos del tlatoani Ahuízotl, siendo a partir de ese momento en que es conocida como Tecpatán.
Tras la conquista española, Tecpatán se convirtió en uno de los más importantes centros de evangelización de Chiapas, en 1564 Fray Antonio de Pamplona, un sacerdote dominico, fundó el convento de Tecpatán adjunto al templo de Santo Domingo de Guzmán, actualmente en ruinas y uno de los principales símbolos y atractivos de la población. Tras la independencia y en el siglo XIX la importancia religiosa de Tecpatán disminuyó considerablemente pasando su administración directamente a la sede diocesana de San Cristóbal de las Casas. En 1883 se terminó la construcción del camino que unió Tecpatán con San Cristóbal de las Casas en el gobierno del Gral. Miguel Utrilla; en 1914 durante la Revolución mexicana se constituyó en cabecera municipal del nuevo Municipio de Tecpatán, al que en 1961 se le dio la categoría de "Municipio de primera categoría", cuando los municipios chiapanecos usaban estas denominaciones, durante el gobierno de Samuel León Brindis.

## Hechos históricos
- 1560 Los dominicos se establecen para crear el centro más importante de evangelización.
- 1764 El 3 de diciembre acontece un gran incendio que termina con 490 casas y dos ermitas.
- 1883 Miguel Utrilla, construye la carretera a San Cristóbal
- 1884 Se inicia el abandono del convento dominico construido bajo la dirección de Fray Antonio de Pamplona.
- 1961 Samuel León Brindis le confiere la categoría de municipio de primera.
- 1968 Construcción de la hidroeléctrica Netzahualcóyotl, que inunda casi la mitad de su territorio.
- 1969 Fundación de Raudales Malpaso y el cambio de una cultura agrícola por el aprovechamiento de la pesca.
- 1973 Se suprime la agencia municipal de Quechula y se crea la de Raudales Malpaso.
- 1983 Para efectos del sistema de planeación se ubica en la Región I Centro.
- 1994 Se pavimenta la vía a Copainalá.
- 2012 Se separa Raudales Malpaso, creándose el municipio de Mezcalapa.[7]

## Atractivos culturales y turísticos

### Monumentos históricos
El exconvento de Santo Domingo de Guzmán.

### Celebraciones
Fiestas, danzas y tradiciones.	Las celebraciones más importantes es la de San Marcos Evangelista, Santo Domingo de Guzmán y La Virgen de Guadalupe.

### Gastronomía
Pimbu: nombre dado en esta región al chipilín con bolitas, comida típica del estado de Chiapas. Tzata: caldo de frijoles con plátanos verdes y, opcionalmente con chicharrón de cerdo o carne de res. Tamales de chipilín, tamales de "bola", hechos de masa de maíz con carne de pollo o cerdo, tamales de mole, tamales de frijol, tamales de jaco o hierba santa, tamales de frijoles, tamales de elote entre otros. Caldo de "shuti", nombre dado en el idioma zoque al caracol. Carnes exóticas de tepezcuintle, armadillo, jabalí y otros. Jocotes y nances curtidos, dulces de cocoyol, nance, papaya y chilacayote, nuégados.  Pozol blanco y de cacao, polvillo, bebida hecha a base de maíz, cacao y canela, tascalate y otros.

### Centros turísticos
Los principales atractivos turísticos son: Las ruinas del convento-templo (joya colonial del siglo XVI) además puede visitarse el balneario de aguas termales conocido como el azufre. Además la cabeza monumental olmeca de la finca "La Victoria", la presa de malpaso, la celebración más importante es la de Santo Domingo de Guzmán.